# TT414
TT414 (Theban Tomb 414) è la sigla che identifica una delle Tombe dei Nobili ubicate nell'area della cosiddetta Necropoli Tebana, sulla sponda occidentale del Nilo dinanzi alla città di Luxor, in Egitto. Destinata a sepolture di nobili e funzionari connessi alle case regnanti, specie del Nuovo Regno, l'area venne sfruttata, come necropoli, fin dall'Antico Regno e, successivamente, sino al periodo Saitico (con la XXVI dinastia) e Tolemaico.

## Titolare
TT414 era la tomba di:
| Titolare | Titolo                         | Necropoli  | Dinastia/Periodo | Note |
| -------- | ------------------------------ | ---------- | ---------------- | ---- |
| Ankhhor  | Sindaco (Governatore) di Menfi | El-Assasif | XXVI dinastia    |      |

## Biografia
Governatore di Menfi e Bahariya durante i regni di Psammetico II e Apries, della XXVI dinastia, assommava in sé anche il titolo di Sovrintendente della Divina Adoratrice di Amon sotto Nitokris I.

## La tomba
Trattandosi di una tomba di recente scoperta, non sono ancora note informazioni sulle planimetrie e sui contenuti artistici. La TT414, a est dell'area di el-Assasif, non venne ultimata; si sviluppa a partire da un cortile scoperto simile a quello antistante la TT279 di Pabasa, a sua volta Capo Amministratore della Divina Adoratrice. Anche il cortile presenta decorazioni parietali, tra cui alcuni apicoltori intenti alla raccolta del miele.

### Annotazioni
1. ↑  La planimetria non è in scala e ha valore esclusivamente di visione d'insieme; l'ubicazione delle singole tombe non è topograficamente esatta, ma vuole visualizzare la concentrazione delle sepolture, nonché il "disordine" con cui le stesse sono state classificate.
2. ↑  La prima numerazione delle tombe, dalla numero 1 alla 252, risale al 1913 con l'edizione del "Topographical Catalogue of the Private Tombs of Thebes" di Alan Gardiner e Arthur Weigall. Le tombe erano numerate in ordine di scoperta e non geografico; ugualmente in ordine cronologico di scoperta sono le tombe dalla 253 in poi.
3. ↑  I campi della Duat, ovvero l'aldilà egizio, si trovavano, secondo le credenze, proprio sulla riva occidentale del grande fiume.
4. ↑  Nella sua epoca di utilizzo, l'area era nota come "Quella di fronte al suo Signore" (con riferimento alla riva orientale, dove si trovavano le strutture dei Palazzi di residenza dei re e i templi dei principali dei) o, più semplicemente, "Occidente di Tebe".
5. ↑  le Tombe dei Nobili, benché raggruppate in un'unica area, sono di fatto distribuite su più necropoli distinte.
6. ↑  Le note, sovente di inquadramento topografico della tomba, sono tratte, fino alla TT252, dal "Topographical Catalogue" di Gardiner e Weigall, ed. 1913 e fanno perciò riferimento alla situazione dell'epoca.

### Fonti
1. ↑  Gardiner e Weigall 1913.
2. ↑  Donadoni 1999,  p. 115.